# Ta pedia tou Pirea
Ta pedia tou Pirea (griechisch Τα παιδιά του Πειραιά, englischer Titel Never on Sunday) ist ein Schlager von Manos Hadjidakis. Neben einer orchestralen Version wurde das Lied im Film Sonntags… nie! von Melina Mercouri gesungen. Das Lied gewann 1961 den Oscar als bester Song und war damit das erste fremdsprachliche Lied, das je einen Oscar gewann.

## Entstehungshintergrund
Manos Hadjidakis schrieb das Lied auf Griechisch mit dem Titel Ta pedia tou Pirea (dt. „Die Kinder von Piräus“). Die im Film verwendete Version wurde von Melina Mercouri eingesungen. Im Film singt sie in ihrem Zimmer zu einer Schallplatte mit der Instrumentalversion. Sowohl der Originaltext als auch einige der späteren fremdsprachigen Versionen erzählen die Geschichte von Illya, der Protagonistin des Films. Illya ist ein „leichtes Mädchen“, das zwar ihr Geld als Prostituierte verdient, aber dennoch das Leben genießt. Sie liebt ihre Heimatstadt Piräus und deren Bewohner. Insgeheim hofft sie auf ein besseres Leben mit einem Mann, der ihre Lebenslust teilen könnte.
Als 1960 eine Instrumentalversion von Don Costa Platz 19 der Billboard Hot 100 und Platz 27 der UK-Singles-Charts erreichte, beschloss man eine englische Version des Liedes unter dem Originalfilmtitel zu schreiben, die schließlich von Billy Towne verfasst wurde. The Chordettes hatten 1961 einen Top-20-Hit mit dem Lied.
2005 wurde die Originalversion des Liedes für München verwendet.

## Coverversionen
Es sind zahlreiche Coverversionen in verschiedenen Sprachen erschienen. Die Liste stellt nur eine Auswahl dar.
- instrumental: Herb Alpert
- griechisch: Nana Mouskouri und Pink Martini
- englisch: Bing Crosby, The Four Seasons, Lena Horne, Doris Day, Andy Williams, Trini Lopez, Connie Francis, Julie London, Eartha Kitt, Petula Clark und Lale Andersen
- deutsch: die erste Version unter dem Titel Ein Schiff wird kommen von Lale Andersen war 1960 ein Nummer-eins-Hit.[5] Neben Andersen nahm auch Melina Mercouri das Lied in der deutschsprachigen Version auf, die 1960 bei Polydor veröffentlicht wurde.[6] 1982, im Zuge der Neuen Deutschen Welle veröffentlichte die Band Der moderne Man unter dem Titel „Blaue Matrosen“ eine homosexuelle Version des Liedes, also mit gleichem Text, aber gesungen von einem Mann.
- italienisch als Uno A Te, Uno A Me von Dalida, Milva und Isabella Fedeli.
- französisch von Melina Mercouri, Dario Moreno und Dalida